# Ridică felinarul roșu

Detaliu din film cu actriţa Gong Li în rolul principal

Ridică felinarul roșu (în chineză simplificată: 大红灯笼高高挂; chineză tradițională: 大紅燈籠高高掛; pinyin: Dà Hóng Dēnglóng Gāogāo Guà) este un film chinez apărut în 1991, adaptare după romanul Soții și concubine al scriitorului Su Tong.
Filmul redă povestea unei tinere care devine amantă a unui aristocrat, acțiunea desfășurându-se în jurul anului 1920 și este o critică a autoritarismului, a unei societăți dictatoriale, în care ființa umană (în special femeia) este umilită, sub masca unor ritualuri de tradiție medievală.